# ISO 29990
Die ISO 29990:2010 wurde im September 2010 als ISO-Norm veröffentlicht und im Dezember 2010 als DIN-Norm DIN ISO 29990 „Lerndienstleistungen für die Aus- und Weiterbildung — Grundlegende Anforderungen an Dienstleister“ übernommen. Am 19. Dezember 2018 wurde die Norm offiziell zurückgezogen, da sie den modernen Ansprüchen des Qualitätsmanagements in der Bildung nicht mehr gerecht wurde. Außerdem ist die Norm nicht vereinbar mit der Strategie von ISO, die die High Level Structure verfolgt. Die ISO 29990 bildet in ihrer Struktur sowohl Serviceanforderungen als auch Managementanforderungen ab. Mit der High Level Structure möchte ISO allerdings eine strikte Trennung dieser zwei Anforderungen bezwecken. So werden Normen seit 2015 in Service- und Managementstandards/-normen unterschieden. Die ISO 29990 ist allerdings eine Hybrid-Norm, die eine Kombination zwischen diesen beiden Normen bildet. Aus diesem Grund wurde sie zurückgezogen und durch zwei adäquate Nachfolgen ersetzt: der ISO 29993:2018 und der ISO 21001:2018. Dabei bildet die ISO 29993 die Anforderungen eines Servicestandards ab. Die ISO 21001 stellt Anforderungen an ein Managementsystem. Beide in Ergänzung ersetzen die ISO 29990 in einer wesentlich verbesserten Form, müssen jedoch nicht zusammen verwendet werden. Sie können abhängig von den Interessen des Normanwenders kombiniert, aber auch getrennt voneinander verwendet werden.
Die Internationale Norm war ein Servicestandard für Lerndienstleistungen und gleichzeitig ein Qualitätsmanagementsystem für Lerndienstleister in der Aus- und Weiterbildung. Das Ziel der ISO 29990 war die Schaffung eines allgemeinen Qualitätsmodells für die berufliche Praxis und Leistungserstellung sowie einer gemeinsamen Referenz für Lerndienstleister und ihre Kunden zur Planung, Entwicklung und Durchführung von Aus- und Weiterbildung sowie zur Förderung von Entwicklung. Die Norm richtete den Fokus auf den Lernenden, die Lernergebnisse, die Lerndienstleistung und die Kompetenz des Lerndienstleisters. Organisationen und Individuen sollten durch die Internationale Norm bei der Auswahl eines geeigneten Lerndienstleisters unterstützt werden, der den Bedürfnissen und Erwartungen an die Entwicklung von Kompetenzen und Fähigkeiten entspricht.

## Zuständige Gremien für die Erarbeitung
Bildungsdienstleistungen wurden bis zum Jahr 2006 im DIN und der ISO nur in Komitees behandelt, die einen anderen Schwerpunkt als die Bildung hatten. Die Zielsetzungen ihrer Normungstätigkeit bei bildungsrelevanten Standards waren immer in den Zuständigkeitsbereich (Scope) der jeweiligen Komitees eingebettet und diesem untergeordnet. Vor diesem Hintergrund hat das DIN Anfang 2006 einen eigenständigen Arbeitsausschuss für Bildungsdienstleistungen DIN NA 159-02-04 AA  gebildet und bei der ISO die Einrichtung eines Technischen Komitees für Bildungsdienstleistungen beantragt.
Der nationale Arbeitsausschuss DIN NA 159-02-04 AA ist zuständig für die Bearbeitung aller mit Dienstleistungen in der Weiterbildung in Zusammenhang stehenden Normungsvorhaben auf nationaler, europäischer und internationaler Ebene.  Im September 2006 hat die ISO nach einer überaus positiven Reaktion von nationalen Normungsorganisationen der Initiative stattgegeben und das ISO/TC 232 eingerichtet. Seither existiert ein eigenständiges Technisches Komitee für Lerndienstleistungen, das den pädagogischen Prozess und die Sicherung der Bildungsqualität in den Mittelpunkt seiner Tätigkeit stellt. Das DIN hält das Sekretariat dieses Komitees.
Das ISO/TC 232 besteht aus 26 Ländern als stimmberechtigte Mitglieder (P-Member) und aus 22 Ländern als beobachtende Länder (O-Member).
Im Zentrum der Arbeit des ISO/TC 232 steht die Normung, Standardisierung und Spezifikation im Bereich der Bildungs- und Lerndienstleistungen. Dabei wird ein Fokus auf Managementsysteme, Lernbegleiter, die Bewertung des Lernens, die Terminologie und ethisches Verhalten gelegt, ist jedoch nicht nur darauf limitiert.

## Entstehung
Die Initiative für die Bildung des zuständigen ISO-Komitees ISO/TC 232 und für den neuen Standard ging im Jahr 2006 vom DIN aus. Als Entwurf brachte die deutsche Delegation die PAS 1037:2004 QM Stufen-Modell ein. In den Jahren 2007 bis 2010 fand eine fruchtbare internationale Diskussion in den zuständigen ISO-Gremien statt, die die Erfahrungen der daran beteiligten Delegationen aus 20 Teilnehmer- und 9 Beobachterländern aufnahm. Im Ergebnis entstand ein Managementstandard für Bildungseinrichtungen, der den Schwerpunkt auf die Lerndienstleistung legt.
Neben der ISO 9001:2008, die den eigenen Anspruch verfolgt, universell für jede Organisation jeder Größe anwendbar zu sein, wurde durch die ISO 29990 erstmals eine Norm erschaffen, die einzig und allein für die Bildungsbranche anwendbar war. Daneben existierten in Deutschland nur die Anforderungen an ein Managementsystem eines Bildungsträgers durch SGB III und AZAV. Im selben Atemzug ist allerdings anzumerken, dass die Anforderungen der AZAV keinesfalls mit dem Umfang der Normen und Standards vergleichbar sind. Damit ist auszuführen, dass mit der ISO 29990 erstmals gelungen ist, ein weltweites Qualitätsniveau der Bildungsbranche festzulegen. So wurde im August 2010 die ISO 29990 international einstimmig anerkannt. Hierdurch konnte individuellen und „inoffiziellen“ Standardisierungsansätzen diverser Organisationen entgegengewirkt werden und eine weltweit einheitliche, prozessorientierte Norm herausgegeben werden.
Der Beginn der Normung und Standardisierung in der Bildungsbranche kann mit der Einreichung eines Antrages zur Normung in der Bildung durch DIN im Jahr 2006 angesehen werden. Aufgrund dessen wurde 2007 das ISO/TC 232 gegründet, mit dem sinngemäßen Ziel, die non-formale Bildung zu standardisieren. So wurde bereits 2009 der Entwurf der ISO 29990 publiziert und einstimmig im August 2010 angenommen. Damit ist die ISO 29990 nicht nur die „Mutter“ aller darauffolgender Normen und Standards. Sie ist das fundamentale Ergebnis engagierter Personen, die Bildung auf ein einheitliches Level und Verständnis von Qualität zu bringen.

## Anwendungsbereich
Die ISO 29990 richtete sich an alle Arten von Bildungsträgern vom Einzeltrainer bis zur Universität. Sie war vorrangig für die betriebliche Ausbildung und jede Form der Weiterbildung geschrieben, lässt sich jedoch auch umfassender von Schulen, Oberstufenzentren und Hochschulen anwenden. Der Standard richtet sich auch an Organisationen, die einen Bildungsbereich haben. In diesem Fall ist der Standard nur in diesem Bereich anwendbar.

## Aufbau der Norm
Die Internationale Norm hat 4 Kapitel. Kapitel 1 definiert den Anwendungsbereich (siehe oben). Kapitel 2 erläutert Begriffe, die in der Norm Verwendung finden. Das ist notwendig, da in den verschiedenen Ländern sehr unterschiedliche Auffassungen zu diesen Begriffen existieren. Mit dieser Begriffsbestimmung wird ausdrücklich keine Definition der Begriffe vorgenommen. Es wird lediglich erläutert, wie sie im Kontext der Norm zu verstehen sind. In Kapitel 3 werden die Anforderungen an die Lerndienstleistungen dargestellt und in Kapitel 4 die an das Management des Lerndienstleisters. Diese beiden Kapitel sind die Hauptbestandteile der Norm. Sie gliedern sich wie folgt:

### Lerndienstleistungen
- Bestimmen des Lernbedarfs
- Gestalten von Lerndienstleistungen
- Erbringen von Lerndienstleistungen
- Monitoring von Lerndienstleistungen
- Evaluation durch Lerndienstleister

### Management des Lerndienstleisters
- Allgemeine Managementanforderungen
- Strategie und Unternehmensmanagement
- Managementbewertung
- Vorbeugende Maßnahmen und Korrekturmaßnahmen
- Finanzmanagement und Risikomanagement
- Personalmanagement
- Kommunikationsmanagement (intern/extern)
- Ressourcenbereitstellung
- Interne Audits
- Feedback von interessierten Parteien

## Umsetzungshilfe
Das DIN hat einen offiziellen Kommentar zur Interpretation der Norm herausgegeben. Der Kommentar enthält Praxistipps zur Umstellung nationaler QM-Systeme auf die – im Kommentar vollständig abgedruckte – DIN ISO 29990:2010 und liefert Hilfestellungen für die Gestaltung von QM-Systemen im Bereich der Bildung. Außerdem kann sich der Anwender mit diesem Werk auf die Zertifizierung und die Durchführung interner Audits vorbereiten. Behandelt werden im Kommentar: Ziele, Aufgaben und Anwendungsbereich von DIN ISO 29990; Partizipative Vorgehensweise und Orientierung auf den Lernprozess; Originaltext der Norm; Umsetzungshilfen; Instrumente für die Einführung und Verbesserung des Qualitätsmanagements; Zertifizierung; Crossreferenz-Tabellen.